# Solar Power
Solar Power (укр. Сонячна енергія) — третій студійний альбом новозеландської співачки та авторки пісень Lorde. Він був випущений 20 серпня 2021 року лейблом Universal Music New Zealand. Lorde написала та спродюсувала альбом разом з американським музикантом Джеком Антоноффом, з яким вона також працювала над своїм другим студійним альбомом Melodrama (2017). До альбому увійшло 12 треків, серед яких випущені раніше сингли Solar Power, Mood Ring і Stoned at the Nail Salon.

## Обкладинка
В інтерв'ю зі Стівеном Колбером співачка розповіла, що обкладинку альбому сфотографувала її подруга Офелія Міккельсон Джонс на пляжі, коли вона стрибала через неї. На деяких ринках, включаючи материковий Китай, Гонконг, Японію, Саудівську Аравію та Об'єднані Арабські Емірати, сідниці Lorde піддаються цензурі через яскраве сонячне світло від об'єктива.

## Музика і слова
Критики описують Solar Power як інді-фолк, фолк-поп, та психоделічний альбом, зокрема як психоделічний фолк та психоделічний поп. Альбом робить акцент на гітарах, зазвичай акустичних, доповнених софт-роком та електронними елементами. Відмовившись від помітних танцювальних і синтезаторних звуків минулих робіт співачки, Solar Power робить вибір на користь більш «органічного», «приземленого», «відключеного» звучання, з урізаним аранжуваннями, непередбачуваними акордами, рідкісними перкусіями, і мінімальною кількістю барабанів. Тематика альбому виражає ескапізм, ретроспекцію, інтроспекцію, і соліпсизм, обговорюючи такі теми, як соціальне життя, культура знаменитостей, горе, кліматична криза і возз'єднання з природою.

## Реакція критиків
Після виходу «Solar Power» музичні критики розійшлися в думках. На сайті Metacritic, який виставляє нормалізований рейтинг зі 100 на основі рецензій кількох видань, альбом отримав середній бал 69 від 27 критиків, що означає «загалом схвальні відгуки».

## Te Ao Mārama
9 вересня 2021 року Lorde випустила мініальбом із п'ятьма піснями з «Solar Power» під назвою «Te Ao Mārama», що означає «Світ світла» на мові маорі. Хоча сама Лорде не є маорійкою, вона працювала з експертами з мови маорі, зокрема з сером Тімоті Карету, а також співпрацювала з ківі-співаками Бік Рунга та Марлоном Вільямсом, щоб висвітлити «довгу історію несправедливостей, яких зазнали мова та культура маорі, а також несправедливість, яка зберігається і сьогодні, особливо в музичній індустрії Нової Зеландії». Доходи від продажу мініальбому були передані благодійним організаціям «Forest and Bird» та «Te Hua Kawariki Charitable Trust».

## Список треків
| Solar Power – Standard edition | Solar Power – Standard edition            | Solar Power – Standard edition          | Solar Power – Standard edition | Solar Power – Standard edition | Solar Power – Standard edition |
| #                              | Назва                                     | Автор слів                              | Автор музики                   | Producer(s)                    | Тривалість                     |
| ------------------------------ | ----------------------------------------- | --------------------------------------- | ------------------------------ | ------------------------------ | ------------------------------ |
| 1.                             | «The Path»                                | Ella Yelich-O'Connor                    | Yelich-O'Connor                | Lorde Jack Antonoff Malay      | 3:41                           |
| 2.                             | «Solar Power»                             | Yelich-O'Connor Antonoff                | Yelich-O'Connor Antonoff       | Lorde Antonoff Malay [a]       | 3:13                           |
| 3.                             | «California»                              | Yelich-O'Connor Antonoff                | Yelich-O'Connor Antonoff       | Lorde Antonoff                 | 3:11                           |
| 4.                             | «Stoned at the Nail Salon»                | Yelich-O'Connor Antonoff                | Yelich-O'Connor Antonoff       | Lorde Antonoff                 | 4:26                           |
| 5.                             | «Fallen Fruit»                            | Yelich-O'Connor Antonoff                | Yelich-O'Connor Antonoff       | Lorde Antonoff                 | 3:58                           |
| 6.                             | «Secrets from a Girl (Who's Seen It All)» | Yelich-O'Connor Antonoff Robin Carlsson | Yelich-O'Connor Antonoff       | Lorde Antonoff                 | 3:38                           |
| 7.                             | «The Man with the Axe»                    | Yelich-O'Connor                         | Yelich-O'Connor Malay          | Lorde Antonoff Malay           | 4:15                           |
| 8.                             | «Dominoes»                                | Yelich-O'Connor Antonoff                | Yelich-O'Connor Antonoff       | Lorde Antonoff                 | 2:03                           |
| 9.                             | «Big Star»                                | Yelich-O'Connor Antonoff                | Yelich-O'Connor Antonoff       | Lorde Antonoff                 | 2:47                           |
| 10.                            | «Leader of a New Regime»                  | Yelich-O'Connor                         | Yelich-O'Connor Malay          | Lorde Antonoff Malay           | 1:33                           |
| 11.                            | «Mood Ring»                               | Yelich-O'Connor Antonoff                | Yelich-O'Connor Antonoff       | Lorde Antonoff                 | 3:45                           |
| 12.                            | «Oceanic Feeling»                         | Yelich-O'Connor                         | Yelich-O'Connor                | Lorde Antonoff                 | 6:39                           |
| 43:09                          |                                           |                                         |                                |                                |                                |